# Jerónimo de Siracusa

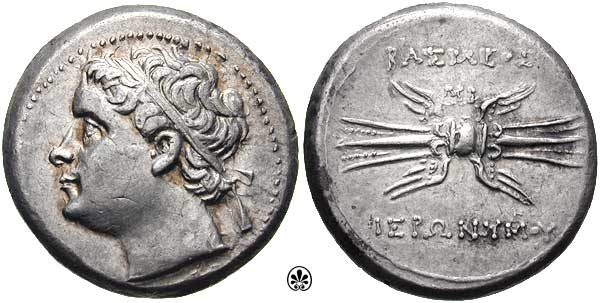
Dracma de Jerónimo

Jerónimo (Siracusa, c. 231 - Leontinos, 214 a. C.), griego Ἰερώνυμος, fue tirano de Siracusa del 215 al 214 a. C., durante apenas 13 meses.
Nieto de Hierón II e hijo de Gelon II, subió al trono con apenas quince años y se tuvo que enfrentar a una difícil situación: los romanos acababan de ser derrotados por los cartagineses en la famosa batalla de Cannas y los detractores de la república romana apremiaron para romper la alianza, (sancionada por el abuelo Hierón II) con los derrotados. Jerónimo ya se mostró inseguro cuando su abuelo vivía, así que fue creado un consejo de 15 personas para respaldarle.
Su comportamiento fue efectivamente muy negativo. A causa de malas influencias presentes en la corte, creció en el lujo e hizo ostentación de su poder, al revés que su abuelo que rechazó siempre estas actitudes. Polibio cuenta que Jerónimo se casó con una prostituta, a la que fue atribuido el título de reina.
Entre los 15 consejeros estaban Adranodoro y Zoipo, yernos de Gelón, que sostuvieron la alianza con Cartago. El primero, marido de Demarata, fue el más ambicioso: con la excusa de ganar la confianza del soberano, convenció a los otros miembros de escoger el consejo y así, con el cuñado, pudo controlar mejor a Jerónimo. Para estrechar la alianza con los cartagineses, mandaron a los propios embajadores de Aníbal y recibieron a aquellos africanos (Hipócrates y Epícides) con todos los honores. Los enviados romanos fueron tratados en cambio como enemigos.
Inicialmente, el tratado con Cartago preveía dividir Sicilia en dos: al oeste del río Hímera Meridional el territorio perteneció a Aníbal, al este a Jerónimo. Poco después pero el tirano también pretendió la parte occidental, consiguiéndola a causa del miedo de los cartagineses a perder a tan precioso aliado. Jerónimo constituyó un ejército de 15.000 hombres para tomar las ciudades abandonadas por los cartagineses, pero poco antes de partir fue víctima de una conspiración en Leontinos a manos de Dinómenes.
| Predecesor: Hierón II | Tirano de Siracusa 215-214 a. C. | Sucesor: Adranodoro |

- Datos: Q2485987
- Multimedia: Hieronymus of Syracuse / Q2485987